# Scambus alpestrator
Scambus alpestrator là một loài tò vò trong họ Ichneumonidae.